# Arberg

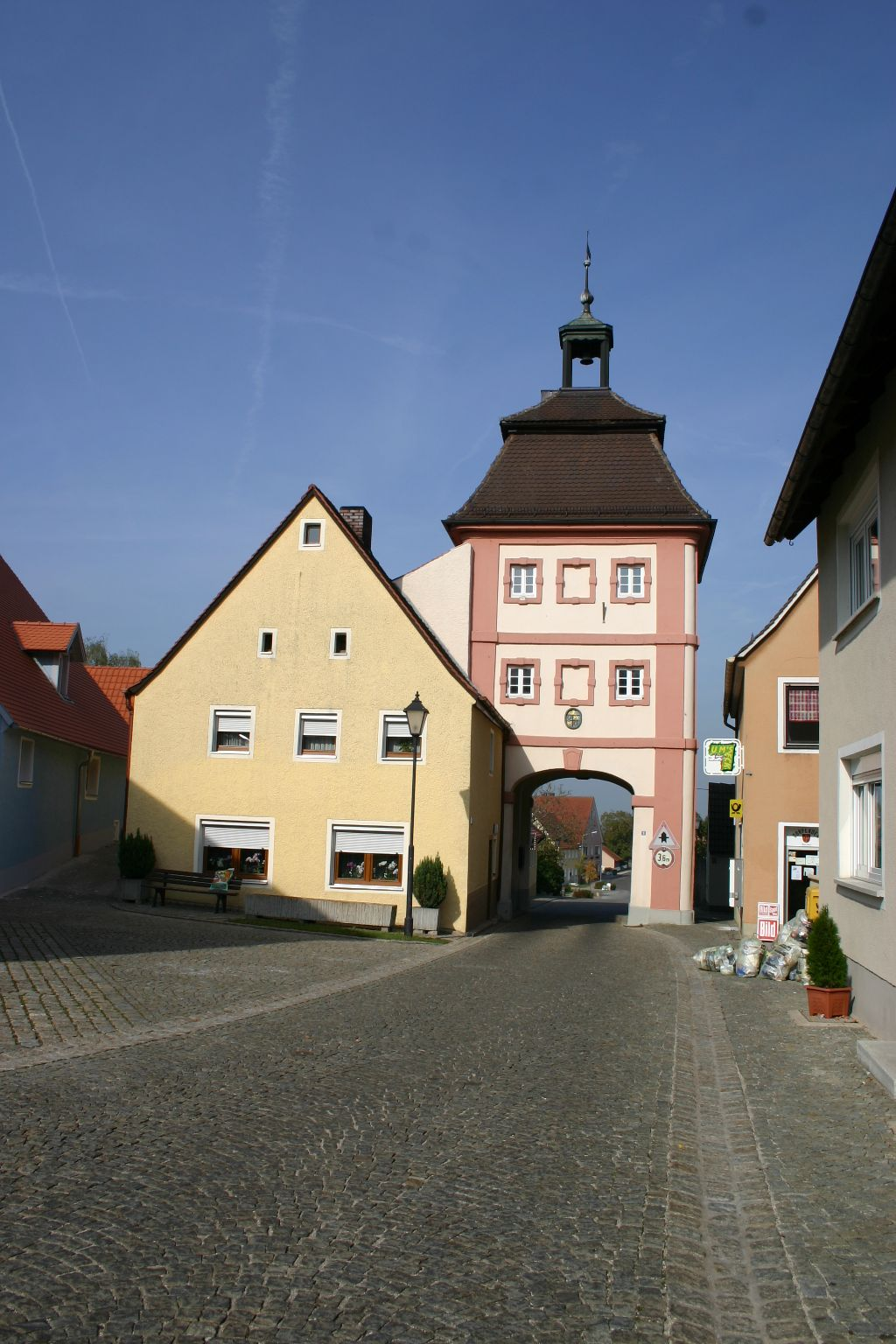
Nhà ở Arberg.

Arberg là một đô thị ở huyện Ansbach bang Bayern nước Đức. Đô thị Arberg có diện tích 31,31 km², dân số thời điểm ngày 31 tháng 12 năm 2006 là 2295 người.